# Hagalur Hosahalli, Siruguppa
Hagalur Hosahalli là một làng thuộc tehsil Siruguppa, huyện Bellary, bang Karnataka, Ấn Độ.